# Middle Village – Metropolitan Avenue
Middle Village – Metropolitan Avenue – stacja początkowa metra nowojorskiego, na linii M. Znajduje się w dzielnicy Queens, w Nowym Jorku i zlokalizowana jest przed stacją Fresh Pond Road. Została otwarta 9 sierpnia 1915.